# Michael Uchebo
Michael Babatunde Okechukwu Uchebol (* 27. September 1990 in Enugu) ist ein ehemaliger nigerianischer Fußballspieler.

## Karriere
Michael  Uchebo begann seine Profikarriere bei seinem Heimatverein Enugu Rangers. Durch gute Leistungen in der nigerianischen Liga, schaffte er den Sprung nach Europa zum VVV-Venlo. Nach zwei Saisons für den Verein wechselte Uchebo 2014 nach Belgien zu Cercle Brügge. Dort wurde sein Vertrag allerdings nicht aufgelöst, weswegen er am 10. Oktober 2014 zu Boavista Porto in die Liga NOS wechselte. Dort spielte er bis 2017 und schloss sich zur Saison 2018 wieder seinem Jugendverein Enugu Rangers an. 2019 beendete er die Laufbahn.

## Nationalmannschaft
2014 wurde Michael Uchebo nigerianischer Nationalspieler, wo er auch im Kader für die WM 2014 stand. In diesem Jahr absolvierte er fünf Länderspiele, erzielte dabei ein Tor, wurde seitdem aber nicht mehr nominiert.